# Ludwig von Welden

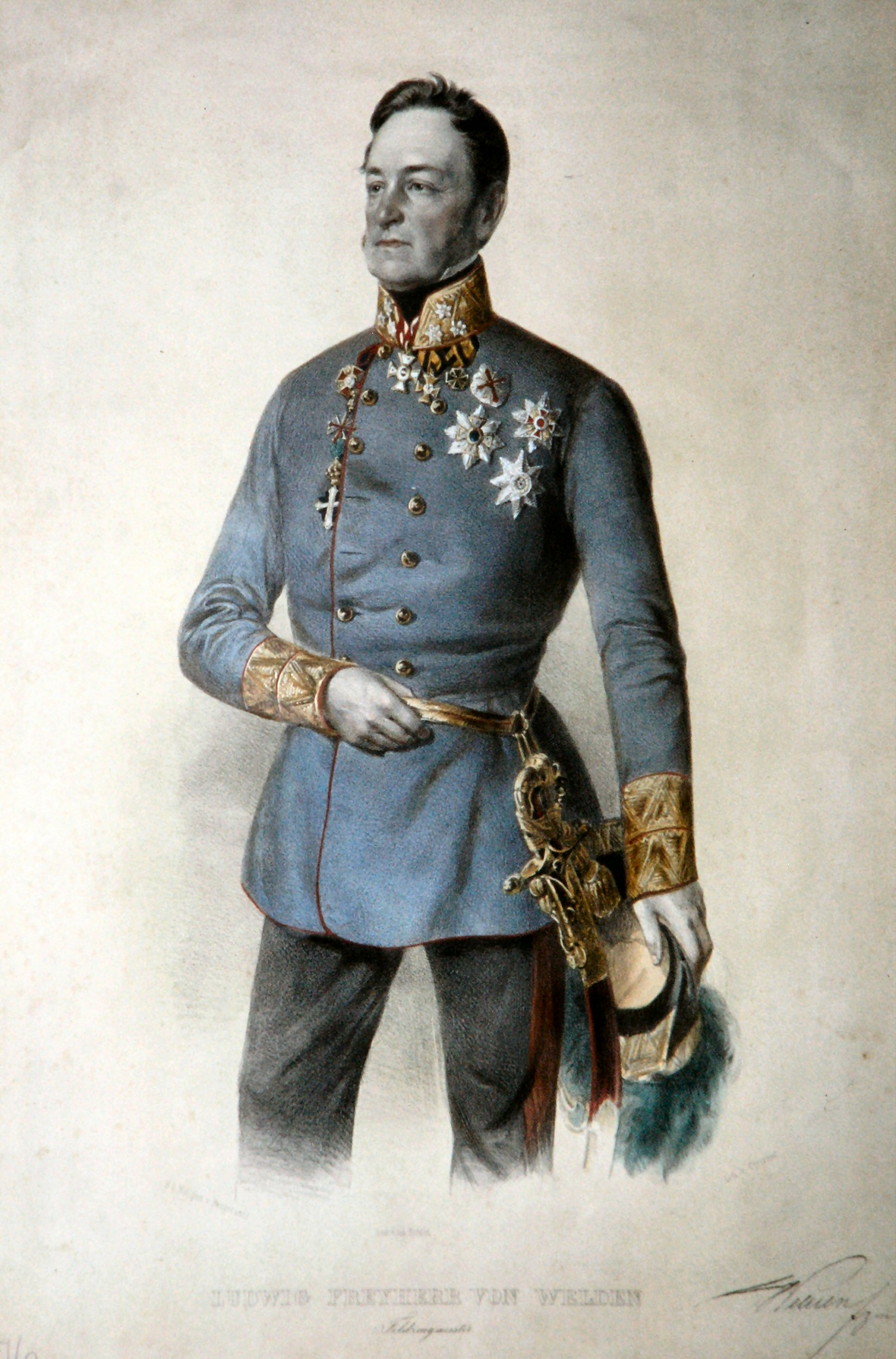
Ludwig Freiherr von Welden, Lithographie von August Strixner, ca. 1850

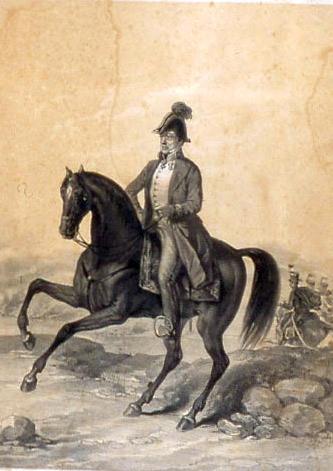
Ludwig von Welden zu Pferd auf einer Zeichnung

Ludwig Freiherr von Welden (* 10., 16. oder 20. Juni 1782 in Laupheim, Oberschwaben; † 7. August 1853 in Graz) war österreichischer Feldzeugmeister und zeitweise Oberkommandierender der Armee des Kaisertums Österreich in Ungarn.

## Herkunft
Ludwig war Mitglied der Adelsfamilie von Welden, die nach dem Bauernkrieg im Jahre 1582 die Herrschaft von Laupheim übertragen bekam. Die Welden bauten Laupheim zu ihrer Residenz aus und ermöglichten die Ansiedlung von Juden in Laupheim. Seine Eltern waren der Amtmann Carl von Welden († 26. Oktober 1808) und dessen Ehefrau die Gräfin Judithe Marie von Künigl zu Ehrenburg (* 13. Oktober 1769).

## Leben
Ludwig von Welden trat 1798 zunächst in württembergische Dienste und nahm an den Feldzügen 1799–1800 der Koalitionskriege gegen Frankreich teil. 1802 ging er in österreichische Dienste über, geriet 1809 in französische Gefangenschaft, wurde aber bald ausgetauscht, so dass er als Major an der Schlacht bei Aspern teilnehmen konnte. 1812 wurde er Generalstabsoffizier im Hauptquartier von Fürst Schwarzenberg. Als Oberstleutnant beim Stab der Armee in Italien zeichnete er sich 1814 mehrfach aus, und nach der Einnahme von Mantua wurde ihm der Auftrag erteilt, das französische Heer, das dort kapituliert hatte, ins südliche Frankreich zurückzuführen. 
1815 diente er im Generalstab der gegen Murat aufgestellten Armee, wurde Oberst und 1816 Brigadier des Pionierkorps. Hierauf stand er eine Zeit lang dem topographischen Büro vor, machte den Feldzug gegen Piemont von 1821 als Chef des Generalstabs mit und dirigierte dann die militärische Landesbeschreibung. Bei der Vermessung des Monte-Rosa-Massivs benannte er acht Gipfel und zeichnete die erste Karte des Monte-Rosa-Massivs. 1822 bestieg er im Zuge dieser Vermessungstätigkeit erstmals die Ludwigshöhe. Die Ergebnisse publizierte er in seiner Monographie Der Monte Rosa (Wien 1824).
Er wurde am 31. Mai 1828 zum Generalmajor befördert, zwischen Oktober 1832 und Mai 1838 war er österreichischer Bevollmächtigter bei der Militärzentralkommission des Deutschen Bundes in Frankfurt am Main. Seit 29. Februar 1836 zum Feldmarschallleutnant ernannt, erhielt er im Mai 1838 das Divisionskommando in Graz, 1843 das Generalkommando in Tirol. Beim Aufstand der Lombardei konnte er im März 1848 über das Trentino die Verbindung nach Verona zu Radetzky sichern, wechselte dann nach Udine und leitete die Einschließung Venedigs.

## Einsätze in Ungarn und Wien
Im September 1848 wurde er zum Zivil- und Militärstatthalter in Dalmatien ernannt und nach dem Wiener Oktoberaufstand im November 1848 in gleicher Eigenschaft dorthin versetzt. Am 27. November 1848 wurde ihm für seine Leistungen das Kommandeurkreuz des Maria-Theresien-Ordens zuerkannt. Anfang 1849 wurde er zum Inhaber des Infanterieregiment Nr. 20 und am 13. März zum Feldzeugmeister ernannt. Im April 1849 erhielt er nach Windischgrätz’ Niederlagen von Kaiser Franz Joseph I. das Oberkommando der Armee in Ungarn übertragen. Nach dem Verlust der Positionen vor Komorn und der Einnahme Ofens (21. Mai) durch die revolutionären Ungarn wurde Welden vom Kaiser durch Julius von Haynau ersetzt und kehrte auf seinen Posten als Gouverneur von Wien zurück.
Welden führte bis Juni 1851 im Auftrag des Kaisers in Wien ein diktatorisches Regime, das Tausende Stadtbewohner in Kasernen internierte und mit Hilfe eines Spitzelsystems für nachrevolutionäre Ruhe sorgen sollte. Er war sich im Klaren darüber, dass er deshalb bei vielen verhasst war und stand der Wiener Bevölkerung ebenso feindselig gegenüber. 1851 wegen seiner zerrütteten Gesundheit in den Ruhestand versetzt, starb er am 7. August 1853 in Graz. Er wurde auf dem Stadtfriedhof St. Peter beigesetzt.
Welden war auch floristisch tätig, er legte ein größeres Herbarium an und war er an der Gründung mehrerer Gärten beteiligt. Sein botanisches Autorenkürzel lautet Welden. In Graz wurde ihm zum Dank für die Schöpfung der Parkanlagen am Schloßberg 1859 ein Standbild (von Bildhauer Hanns Gasser) errichtet. Ein weiteres Verdienst Weldens war die Stiftung eines nach ihm benannten Invalidenfonds.

## Familie
Er war dreimal verheiratet. Seine erste Frau war die Gräfin Therese von Soppranza († 1831). Das Paar hatte eine Tochter Luise, die einen Engländer heiratete. Nach dem Tod seiner ersten Frau heiratete er am 8. April 1833 die Freiin Maria von Aretin (* 14. März 1812; † 15. April 1837). Der Ehe entstammt die Tochter Anna (* 6. März 1834; † 8. Dezember 1918), welche 1854 den Grafen Richard Belcredi (* 12. Februar 1823; † 2. Dezember 1902) heiratete. In dritter Ehe heiratete er Charlotte von Lamey (* August 1813; † 8. Juni 1892) war Sternkreuzordens- und Palastdame sowie eine begabte Malerin.

## Ehrungen

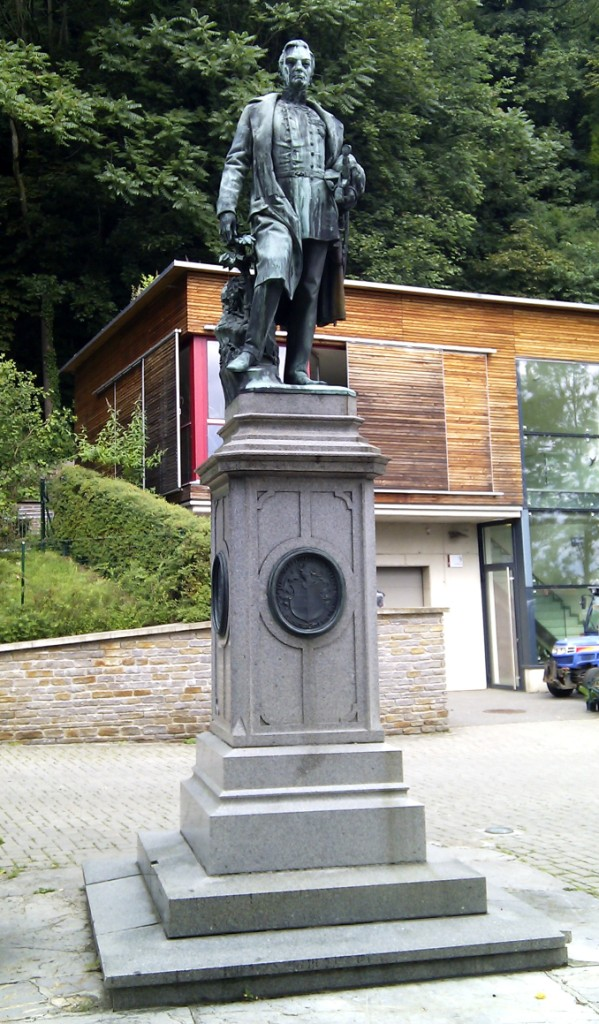
Welden-Denkmal am Grazer Schloßberg (2011)

- 1859 errichtete die Stadt Graz ihm die Persönlichkeitsstatue am Schloßberg.
- 1869 wurde die Weldengasse in Wien-Favoriten nach ihm benannt.
- Die am Grazer Schloßberg mit der Nordauffahrt bis nahe zum Uhrturm führende Straße ist nach ihm Weldenstraße benannt.